# Nils Rydström
Nils Uno Rydström (Stoccolma, 15 settembre 1921 – Stoccolma, 20 settembre 2018) è stato uno schermidore svedese, vincitore di una medaglia d'argento ed una di bronzo ai campionati mondiali di scherma.